# Zjazd (drogownictwo)

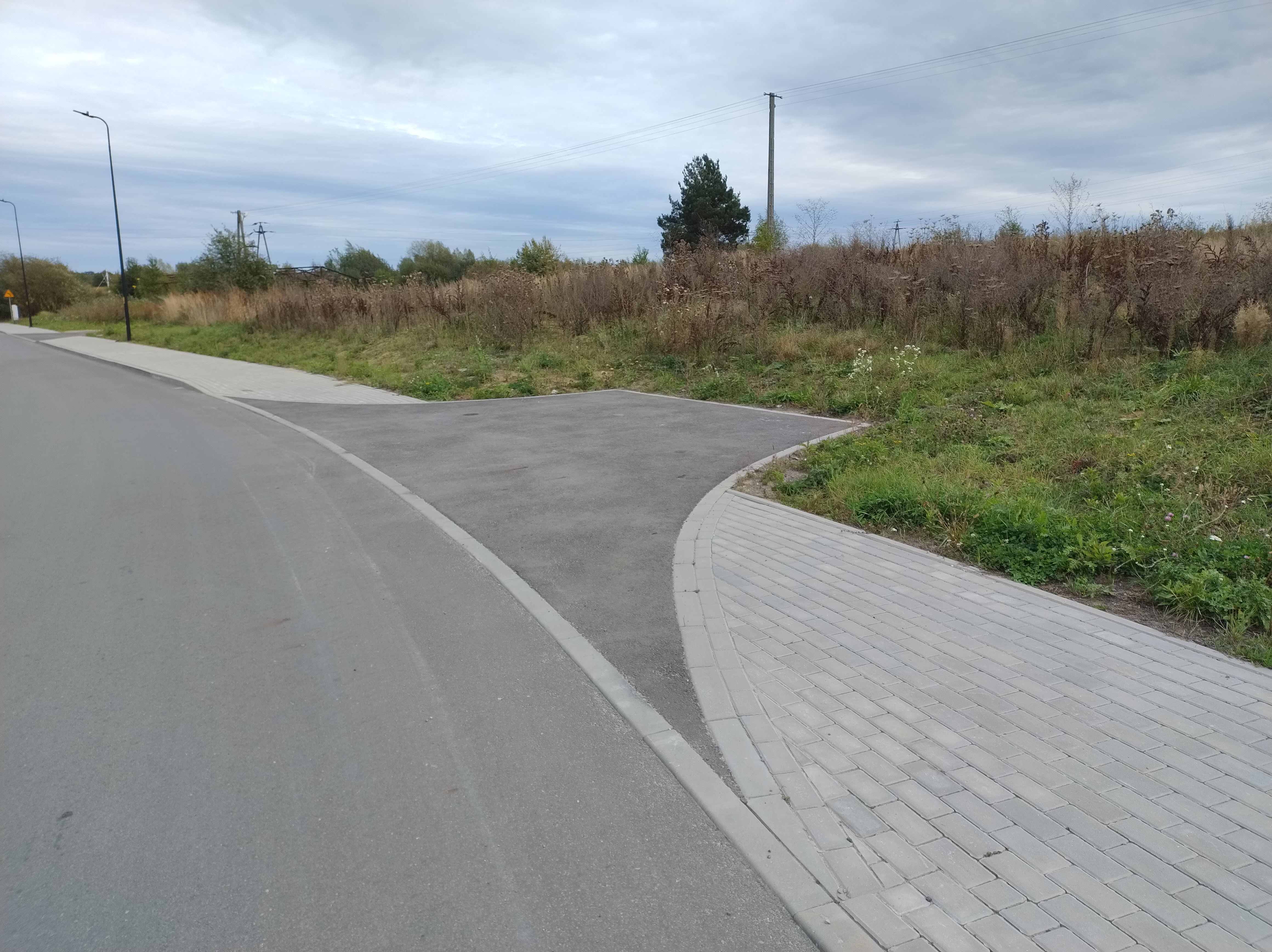
Zjazd wykonany z asfaltu

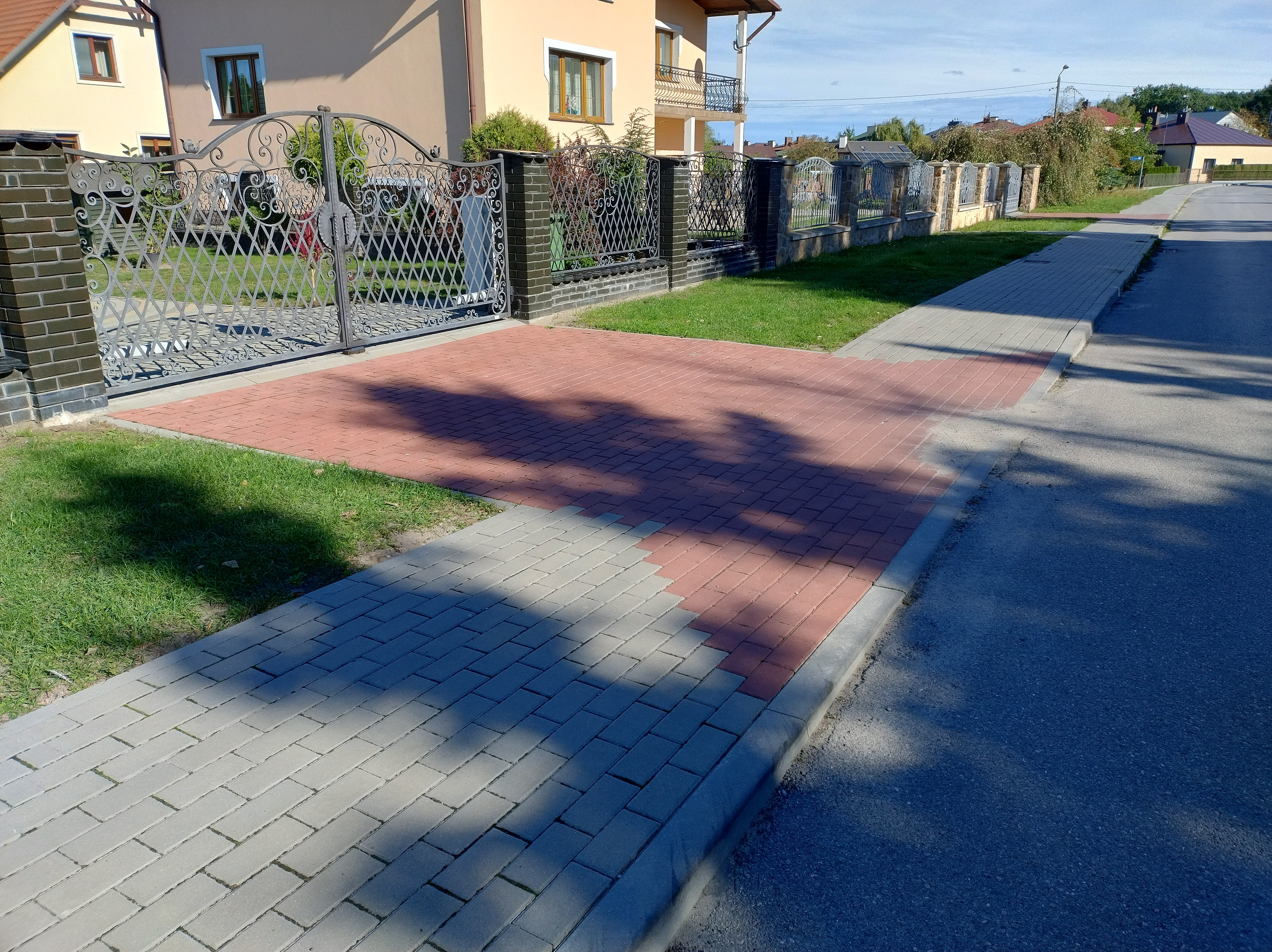
Zjazd wykonany z kostki brukowej

Zjazd – połączenie drogi publicznej z nieruchomością położoną przy drodze, stanowiące bezpośrednie miejsce dostępu do drogi publicznej w rozumieniu przepisów o planowaniu i zagospodarowaniu przestrzennym
Ze względu na warunki techniczne dokonuje się podziału zjazdów na:
1. zjazd publiczny – określony przez zarządcę drogi jako zjazd co najmniej do jednego obiektu, w którym jest prowadzona działalność gospodarcza, a w szczególności do stacji paliw, obiektu gastronomicznego, hotelowego, przemysłowego, handlowego lub magazynowego,
2. zjazd indywidualny – określony przez zarządcę drogi jako zjazd do jednego lub kilku obiektów użytkowanych indywidualnie[2].

1. w przypadku budowy lub przebudowy drogi, jeżeli powoduje to zmianę dostępności drogi – do zarządcy drogi;
2. w pozostałych przypadkach – do właściciela lub użytkownika nieruchomości przyległych do drogi.